# جان دارك
جان دارك  (بالفرنسية: Jeanne d'Arc) الملقبة بعذراء أورليان (بالفرنسية: La Pucelle d'Orléans)، ولدت لعائلة من الفلاحين في الوسط الشرقي من فرنسا عام 1412، وتوفيت في 30 مايو 1431، وتُعدّ بطلة قومية فرنسية وقديسة في الكنيسة الرومانية الكاثوليكية. ادّعت جان دارك الإلهام الإلهي، وقادت الجيش الفرنسي إلى عدة انتصارات مهمّة خلال حرب المئة عام، ممهدةً بذلك الطريق لتتويج شارل السابع ملكاً على البلاد. قُبض عليها بعد ذلك وأُرسلت إلى الإنجليز مقابل المال، وحوكمت بتهمة «العصيان والزندقة»، ثم أُعدمت حرقاً بتهمة الهرطقة عندما كانت تبلغ 19 عاماً.
أذن البابا كاليستوس الثالث بعد خمس وعشرين سنة من إعدامها بإعادة النظر في محاكمتها من قِبل لجنة مختصة، التي قضت ببراءتها من التهم التي وُجّهت إليها وأعلنتها بناءً على ذلك شهيدة. تم تطويب جان دارك عام 1909، أعقب ذلك إعلانها قديسة عام 1920. جان دارك هي إحدى القديسين الشفعاء لفرنسا إلى جانب القديس مارتين، ولويس التاسع، وغيرهم. ادّعت جان دارك بأنها رأت الله في رؤيا يأمرها بدعم شارل السابع واستعادة فرنسا من السيطرة الإنجليزية في أواخر حرب المئة عام. بعثها الملك غير المتوّج شارل السابع إلى حصار أورليان، حيث حققت هناك أولى انتصاراتها العسكرية الكبيرة، تبعها عدة انتصارات سريعة أخرى أدّت في نهاية المطاف إلى تتويج شارل السابع في ريمس.
أنشأ الكتاب والسينيمائيون والملحنون العديد من الأعمال عن جان دارك منذ وفاتها باعتبارها إحدى أكثر الشخصيات شعبيةً، وما زالت تظهر في السينما، والمسرح، والتلفزيون، وألعاب الفيديو إلى يومنا هذا.

## خلفية

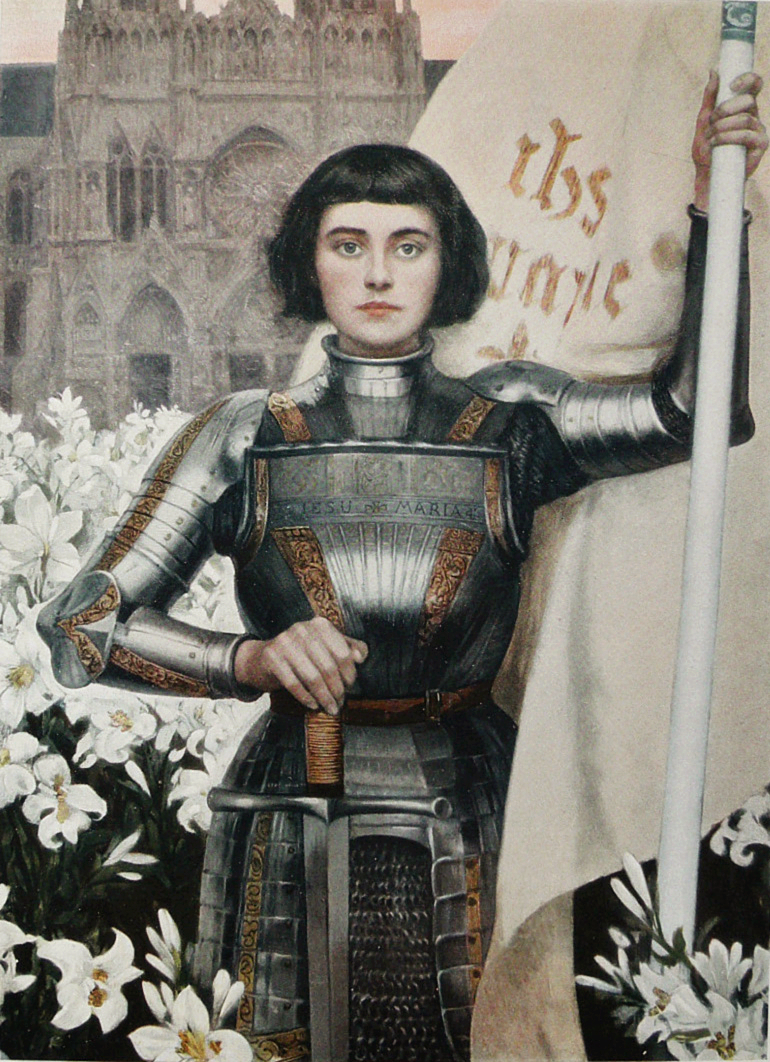
جان دارك (1903)، بريشة ألبرت لونش.

تصف المؤرخة كيلي دايفرس الفترة التي سبقت ظهور جان دارك: «إذا كان شيءٌ ما قادر على إحباطها، فحالة فرنسا كانت كفيلةً بذلك». اندلعت حرب المئة عام 1337 نتيجةً لمطالبة الإنجليز بحق العرش الفرنسي وتخللتها فترات متقطعة من السلام النسبي. شهدت الأراضي الفرنسية وقوع جميع معارك الحرب عليها تقريباً، وأدّى استخدام الجيش الإنجليزي لتكتيكات اعتمدت على ما عُرف فيما بعد باسم سياسة الأرض المحروقة إلى تدمير الاقتصاد الفرنسي. لم يكن الفرنسيون قد تعافوا بعد من الموت الأسود الذي عصف بهم في القرن السابق في ذلك الحين، كما أن التجار كانوا منعزلين عن الأسواق الخارجية. وفي الوقت الذي ظهرت فيه جان دارك، كان الإنجليز على وشك تحقيق هدفهم المتمثل بالسيطرة على العرش الفرنسي، بينما فشل الجيش الفرنسي في تحقيق أي انتصار كبير لمدة جيل كامل. وعلى حد تعبير دايفرس: «لم تكن مملكة فرنسا في ذلك الحين حتى ظلاً لما كانت عليه في القرن الثالث عشر».
عانى شارل السادس ملك فرنسا في ذلك الحين من نوبات من الجنون، وكان عاجزاً عن تولي شؤون الحكم في غالب الأحيان. فتصارع لويس دوق أورليان شقيق الملك الصغير مع ابن عمه جون الأول دوق بورغندي على الحصول على حق الوصاية على حكم فرنسا وعلى أطفال العائلة المالكة، وتصاعد هذا الصراع إلى حد توجيه الإتهامات بوجود علاقة غرامية بين لويس دوق أورليان وزوجة الملك المريض شارل السادس، بالإضافة إلى الإتهامات بخطف أطفال العائلة المالكة. بلغ الصراع ذروته باغتيال دوق أورليان عام 1407 بأوامر من غريمه جان الأول، (الملقب بجان الجسور).
استغل هنري الخامس ملك إنجلترا هذه الاضطرابات في غزو فرنسا، وانتصر انتصاراً حاسماً في معركة أجينكور عام 1415، ليتمكن بذلك من السيطرة على العديد من المدن الواقعة في شمال فرنسا. أصبح الملك المستقبلي شارل السابع ولي العهد وهو في الرابعة عشر من عمره بعدما توفي أشقاؤه الأربعة الكبار. كانت أول أعمال شارل الهامة إبرامه لمعاهدة سلام مع دوق بورغندي عام 1419، لكن نهاية هذا العمل كانت كارثية، حيث قام أنصار لويس دوق أورليان باغتيال جان الجسور دوق بورغندي خلال لقاء له مع شارل السابع تحت ضمان تقديم شارل الحماية له. ألقى فيليب الثالث دوق بورغندي الجديد اللوم على شارل السابع ودخل في تحالف مع الإنجليز، وغزت القوات المتحالفة مناطق واسعة من فرنسا.
في عام 1420، وقعت الملكة إيزابو زوجة شارل السادس معاهدة تروا التي منحت حق خلافة العرش الفرنسي لهنري الخامس وورثته بدلاً من ابنها شارل. أعادت هذه الإتفاقية الإشاعات التي تقول بأن الملكة كانت على علاقة غرامية مع لويس دوق أورليان، مما أثار الشكوك حول كون شارل السابع ابناً غير شرعي وليس ابن الملك. توفي هنري الخامس وشارل السادس في غضون شهرين عام 1422، ليصبح هنري السادس -الذي كان ما يزال طفلاً رضيعاً- ملكاً على كل من المملكتين، بينما كان عمه جون دوق بدفورد الوصي على الحكم.
بحلول عام 1429، كانت جميع الأجزاء الشمالية من فرنسا تقريباً وبعض أجزاء جنوب غرب البلاد واقعةً تحت السيطرة الأجنبية. إذ سيطر الإنجليز على باريس وروان، بينما سيطر البورغنديون على ريمس التي كانت الموقع التقليدي لتتويج ملوك فرنسا. فرض الإنجليز الحصار على أورليان، إحدى المدن القلائل التي استمرت في موالاتها للعرش الفرنسي، كما كانت تمثل موقعاً استراتيجياً هاماً على طول نهر اللوار، وشكلت بذلك العقبة الأخيرة في وجه الهجوم الإنجليزي على ما تبقى من المعاقل الفرنسية. وعلى حد قول أحد مؤرخي العصر الحديث: «كان مصير المملكة الفرنسية معلّقاً بشكل كامل حول مصير أورليان». ولم يكن من المتوقع بتاتاً أن تصمد المدينة طويلاً في وجه الحصار المفروض عليها.

## حياتها

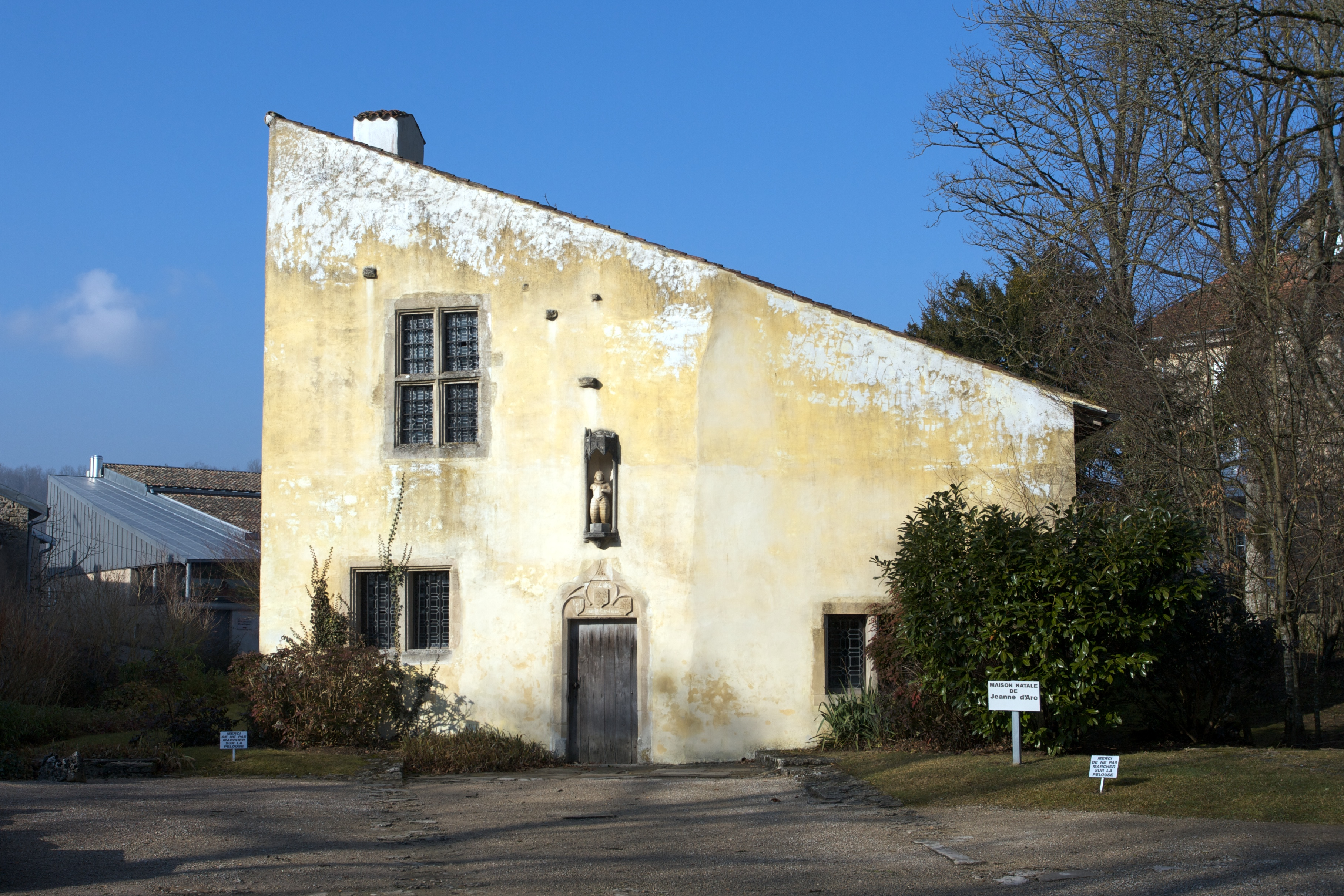
مكان ميلاد جان دارك هو متحف في الوقت الحاضر.

جان دارك هي ابنة جاك دارك وإيزابيل روميه. كان والداها يعملان بالفلاحة في قرية صغيرة تُدعى دومريميه الواقعة آنذاك في دوقية بار، أو ما يُعرف حالياً بإقليم فوج في منطقة لورين غرب نهر الميز، في حين كان الجزء الآخر من الدوقية (شرق النهر) تابعاً للإمبراطورية الرومانية المقدسة. سُمّيت قرية دومريميه بعد انضمام دوقية بار إلى منطقة لورين باسم (Domrémy-la-Pucelle) تكريماً لجان دارك. كان لوالدا جان ما يقارب العشرين هكتاراً من الأراضي الزراعية، وكان والدها، بالإضافة إلى عمله بالمزرعة، بمثابة المسؤول عن القرية، يقوم بتحصيل الضرائب ويترأس لجنة الرقابة المحلية. كانت عائلة دارك تعيش في رقعةٍ معزولةٍ في شرقيّ فرنسا، محافظة على ولائها للتاج الفرنسي على الرغم من إحاطة أراضي البورغنديين بها. تعرضت دومريميه لعدة غارات خلال طفولة جان أدّت إحداها إلى إحراق القرية.
قالت جان دارك أثناء محاكمتها أنّ عمرها كان 19 عاماً، مما يعني أنها ولدت في حوالي عام 1412م. كما قالت أنها رأت أول رؤيا لها عام 1424 عندما كانت في الثانية عشرة من عمرها، حيث رأت عندما كانت وحيدةً في أحد الحقول رئيس الملائكة ميخائيل، وكاترينا الإسكندرانية، والقديسة مارغريت الذين طلبوا منها إجلاء الإنجليز من البلاد وإعادة ولي العهد إلى ريمس من أجل تتويجه ملكاً. وقالت جان دارك بأنها بكت حين غادروا، إذ كانوا غايةً في الجمال.
عندما بلغت السادسة عشرة من عمرها، طلبت جان دارك من أحد أقربائها -دوران لاسوا- اصطحابها إلى قرية فوكوليغ المجاورة، لتطلب من قائد الحامية الكونت روبر دو بودريكور الإذن لها بالذهاب إلى البلاط الملكي في شينو الواقعة غرب البلاد. كان رد الكونت على طلبها رداً ساخراً، إلا أنه لم يردعها من الهدف الذي جاءت من أجله. عادت جان دارك إلى هناك مرةً أخرى بعد عدة شهور وحصلت على تأييد اثنين من أصحاب المكانة والنفوذ، هما جان دو متز وبرتران دو بولِنجي. شاركت جان دارك نتيجةً لذلك في إحدى الاجتماعات وعادت مشاركتها عليهم بالنفع، حيث تنبأت بحدوث انسحاب عسكري بالقرب من أورليان.

### بزوغها

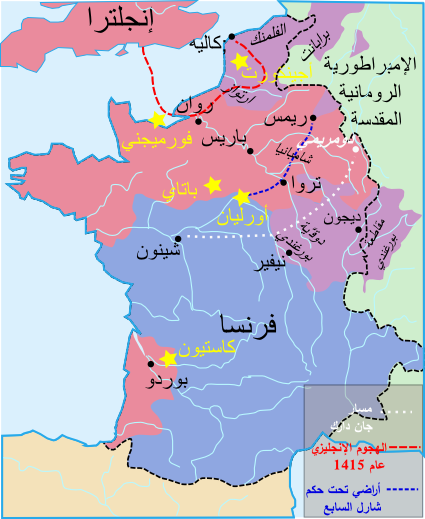
1415-1429
أراضي تحت حكم هنري السادس ملك إنجلترا
أراضي تحت حكم فيليب الثالث البورغندي
أراضي تحت حكم شارل السابع ملك فرنسا
المعارك الرئيسية
الهجوم الإنجليزي عام 1415
رحلة جان دارك من دومريميه إلى شينو
رحلة جان دارك إلى ريمس عام 1429

منح روبِر دو بودريكور جان دارك فرصة مرافقته لشينو بعد سماعه لخبر تحقق نبوءتها بالانسحاب العسكري. قطعت جان دارك هذه الرحلة عبر أراضي البورغنديين متنكرةً بهيئة رجل. أثارت جان إعجاب شارل السابع فور وصولها الديوان الملكي حيث عقد معها اجتماعاً سريّاً. في ذلك الحين، كانت يولاند الأراغونية -حماة شارل- تموّل بعثة إغاثة إلى أورليان، فطلبت جان دارك السماح لها بالذهاب مع القوات المرسلة على هيئة فارسة، واعتمدت على التبرعات في الحصول على الدروع، والخيل، والسيف وغير ذلك. يفسّر المؤرخ ستيفن ريتشي انجذاب جان للبلاط الملكي بأنهم صوّروها على أنها مصدر الأمل الوحيد لنظام كان على وشك الانهيار:
| ” | بعد سنوات من الهزائم المذلّة المتتالية، أصاب الإحباط كلاً من القيادة العسكرية والمدنية في فرنسا وأفقدها مصداقيتها. وعندما طلب شارل من جان دارك الإستعداد للحرب ووضعها على رأس الجيش، كان خياره مستنداً إلى حقيقة أن كل حل عقلاني قد حُكم عليه بالفشل. ولم يكن لجيش أن يلتفت إلى فتاة فلاحة أميّة تزعم بأن صوتاً من الله يرشدها لقيادة جيش بلادها إلّا إن كان هذا الجيش قد وصل إلى أعلى درجات اليأس. | “ |

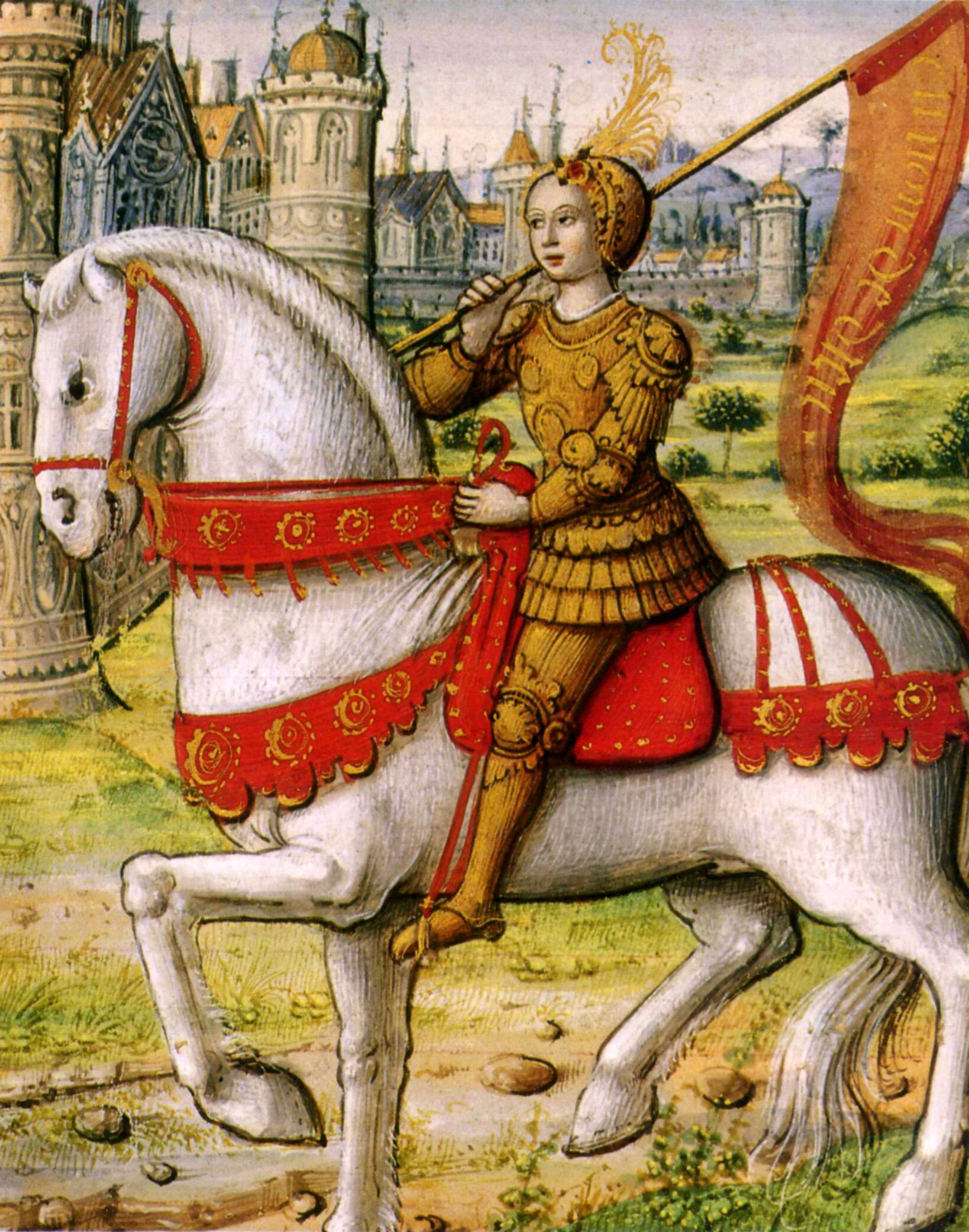
جان دارك على صهوة جوادها. رسمة من مخطوطة تعود لعام 1505.

قلبت جان الصراع الإنجليزي الفرنسي الطويل حرباً دينيةً فور وصولها. كان مستشارو شارل قلقين من أن تكون جان زنديقة أو مشعوذة مما يعطي الفرصة للأعداء للقول بأن مملكة شارل هي هدية له من الشيطان. وفي سبيل التخلص من هذه الاحتماليّة، أمر شارل بإرسال فرقة تحقيقات ولجنة اختبار لاهوتية من بواتييه للتحقق من أخلاقيّات جان دارك. في أبريل 1429، أعلنت اللجنة المرسلة بأنها: "لا غبار عليها، مسيحية جيدة تمتلك فضائل التواضع والصدق والبساطة"." لم يصدر اللاهوتين أحكامهم بناءً على ادعائها الوحي الإلهي، بل أبلغوا شارل أنه سيكون من الجيّد إضفاء الطبيعة الإلهية على مهمة جان دارك. كان هذا كافياً بالنسبة لشارل، لكنهم أعادوا الكرة إلى ملعبه عندما أخبروه بأنه يجب أن يُخضع جان لاختبار، حيث قالوا: "إن الشك فيها أو التخلي عنها دون دليل على شرّها سيكون نبذاً للروح القدس ولن يستحقوا حينها مساعدة الله". وسيكون اختبار حقيقة ادعاءاتها متمثلاً في رفعها للحصار عن أورليان.
وصلت جان إلى أورليان في 29 أبريل 1429، لكن جان دو دنوا القائم بمهام رئيس الأسرة الدوقيّة استبعدها في البداية من مجالس الحرب ولم يبلغها عندما اشتبكت قواتهم مع الأعداء. على الرغم من ذلك، لم تمنع هذه الإستبعادات من وجودها في معظم المجالس والمعارك.
إن مدة القيادة العسكرية الفعلية لجان دارك هي موضع جدل تاريخي. يقول المؤرخون التقليديون -أمثال إدوار بيروي- أنها كانت مجرّد حاملةّ للواء الجيش ترفع من معنويات الجيش بشكل رئيسي. يعتمد هذا القول غالباً على شهادتها في المحكمة عندما قالت بأنها تفضل حمل اللواء على السيف. بينما هناك دراسات حديثة تؤكد على أن قادة الجيش كانوا يكنّون لها الاحترام باعتبارها مخططة ماهرة ومحللة إستراتيجية خبيرة. من الأمثلة على هذه الدراسات ما قاله ريتشي: "لقد قادت الجيش إلى سلسلة من الانتصارات المذهلة التي غيّرت من مجرى الحرب"." وفي الحالتين، يتفق المؤرخون على أن الجيش حقق نجاحاً كبيراً خلال مسيرتها الوجيزة.

### القيادة
رفضت جان دارك سياسة الحذر التي تميّزت بها القيادة الفرنسية خلال الحملات السابقة. حيث أنه خلال الشهور الخمسة السابقة لوصولها قام المدافعون عن أورليان بتصعيد حربي واحد فقط وانتهى بنتيجة كارثية عليهم. في الرابع من مايو، هاجم الفرنسيون حصن سان لوب واستولوا عليه، تبعتهم جان في اليوم التالي واستولوا على حصن سان جان لو بلان الذي كان خالياً حين وصولهم. في السادس من مايو، عارضت جان دارك دان دو دنوا خلال مجلس حرب مطالبةً بشن هجوم آخر على العدو. أمر دو دنوا بإغلاق أبواب المدينة لتأمين عدم وقوع معارك أخرى، لكن جان دارك استدعت سكان المدينة وجنودها وأجبرت الرئيس على فتح البوابات. وبمعونة قائد واحد فقط تمكنت جان من الاستيلاء على حصن سان أوغستين. علمت جان في تلك الأمسية أنها قد استُبعدت من أحد مجالس الحرب حيث قرر القادة انتظار وصول التعزيزات قبل القيام بأي تصرف آخر. وبغض النظر عن صدور هذا القرار، أصرت جان على الهجوم على معقل الإنجليز الرئيس الذي يُدعى لي توريل في السابع من مايو. أقرّ المعاصرون لها ببطولتها بعد إصابتها في عنقها بسهم وإكمالها القتال.
أدّى الانتصار المفاجئ في أورليان إلى العديد من المقترحات لاتخاذ مزيد من الإجراءات الهجومية. وتوقّع الإنجليز محاولةً فرنسية لاستعادة باريس أو هجوماً على نورماندي. في أعقاب الانتصار المفاجئ، أقنعت جان شارل أن يمنحها حق مشاركة قيادة الجيش مع دوق ألونسون جان الثاني، كما حصلت على إذن ملكي للسماح لها بتنفيذ خطتها المتمثلة في استعادة الجسور الواقعة على طول اللوار تمهيداً لاستعادة ريمس وتتويج شارل السابع. كان هذا الاقتراح جريئاً لأن ريمس كانت تبعد ضعف المسافة التي تبعدها باريس تقريباً، كما أنها كانت في عمق أراضي الأعداء.

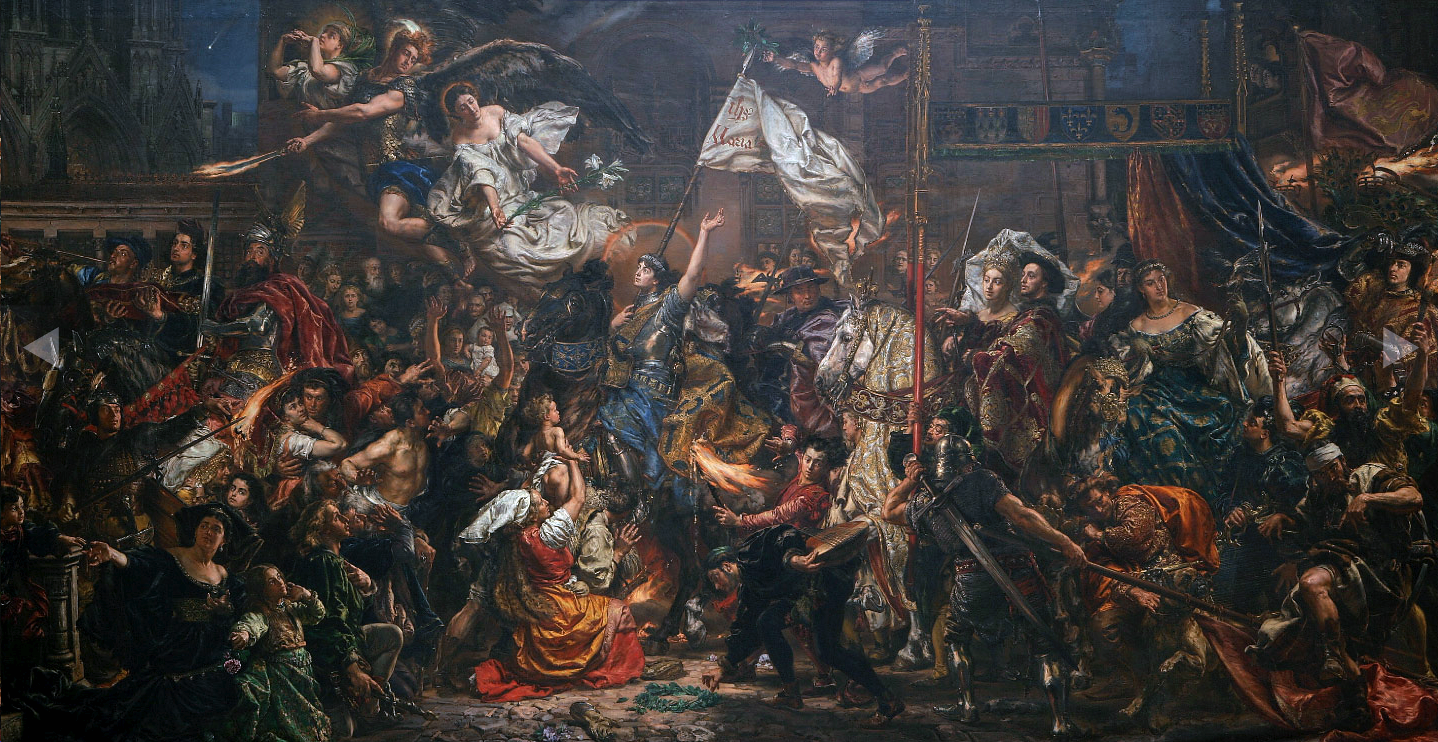
دخول جان دارك إلى ريمس.

استعاد الجيش الفرنسي جارجو في الثاني عشر من يونيو، ثم من سيور لوار بعدها بثلاثة أيام، ثم بوجنسي بعدها بيومين. وافق دوق ألينسون على جميع قرارات جان دارك، كما أُعجب بها القادة الآخرون أمثال جان دو دنوا الذي أُعجب بأدائها في أورليان ليصبح أحد مؤيديها. كما دان لها دوق ألينسون بحياته بعدما أنقذته في جارجو، حيث حذرته من هجوم مدفعي وشيك. وخلال المعركة نفسها صمدت جان أمام ضربة مدفعية موجهة إليها أثناء صعودها على أحد السلالم. وكما كان متوقعاً، وصلت قوة إغاثة إنجليزية إلى المنطقة في الثامن عشر من يونيو بقيادة السير جون فاستولف. هاجمت طلائع الجيش الفرنسي الإنجليز قبل أن ينهي الرماة الإنجليز استعداداتهم الدفاعية، تبع ذلك إلحاق هزيمة ساحقة بالجيش الإنجليزي الذي قُتل وأُسر معظم قادته. تمكّن فاستولف مع فرقة صغيرة من الجنود من الفرار واتخذوه كبش فداء لهزيمة الإنجليز المذلّة، بينما كانت الخسائر الفرنسية محدودةً جداً.

، بريشة جان أوغست دومينيك آنغر (1854). إحدى اللوحات التي حاول فيها الرسَّامون إظهار المعالم الأنثويَّة في شخصيَّة جان دارك. لاحظ الشعر الطويل والتنورة مثلًا.

انطلق الجيش الفرنسي إلى ريمس من جيان سيور لوار في التاسع والعشرين من يونيو وقبل الإستسلام المشروط الذي أعلنته، في الثالث من يوليو، مدينة أوكسير التي كانت تخضع لحكم البورغنديين. كما عادت غيرها من البلدات الواقعة في طريق الجيش إلى الولاء للحكم الفرنسي دون مقاومة.واستسلمت تروا -المدينة التي وقعت فيها معاهدة تروا التي نصّت على حرمان شارل السابع من وراثة الحكم- بعد حصار سلمي دام لأربعة أيام. عانى الجيش من نقص من الغذاء حين وصل إلى تروا، لكنّ الحظ حالفه. كان في تروا راهب يُدعى ريتشارد يتجول في أرجاء المدينة يخبر أهلها بقرب نهاية العالم وأقنع السكان المحليين بزرع الفاصولياء وهو محصول سريع الحصاد، وكانت الفاصولياء قد نضجت في حين وصول الجيش الجائع إلى المدينة.
فتحت ريمس أبوابها للجيش الفرنسي في السادس عشر من يوليو، وتمّ التتويج الملكي في صباح اليوم التالي. وعلى الرغم من حثّ جان دارك ودوق ألينسون على مسيرة سريعة إلى باريس، إلّا أن البلاط الملكي فضّل إقامة هدنة مع فيليب دوق بورغندي. خرق فيليب الهدنة مع الفرنسيين، حيث استخدمها كتكتيك للمماطلة بهدف تعزيز دفاعات باريس. سار الجيش الفرنسي عابراً العديد من البلدات التي قبلت الاستسلام بسلام، بينما خرج دوق بيدفورد بقوة إنجليزية للتصدي للفرنسيين ووقعت بينهما مواجهة في الخامس عشر من أغسطس، تلا ذلك هجوم فرنسي على باريس في الثامن من سبتمبر. وعلى الرغم من إصابة جان بسهم في ساقها، إلّا أنها تمكنت من مواصلة قيادة القوات حتى نهاية القتال في ذلك اليوم. وفي صباح اليوم التالي، تلقّت جان أمراً ملكياً بالانسحاب يإيعاز من جورج دو لا تريموا. يُلقي معظم المؤرخين اللوم على جورج -الذي كان يعمل بمثابة مستشار في البلاط الملكي- بسبب الأخطاء السياسية التي ارتكبها في فترة ما بعد التتويج الملكي. حاصر الجيش الملكي عدّة بلدات أخرى واستولى عليها فيما تبقّى من العام 1429، وفي التاسع والعشرين من ديسمبر، مُنحت جان وعائلتها شرف النبالة.

### الأسر

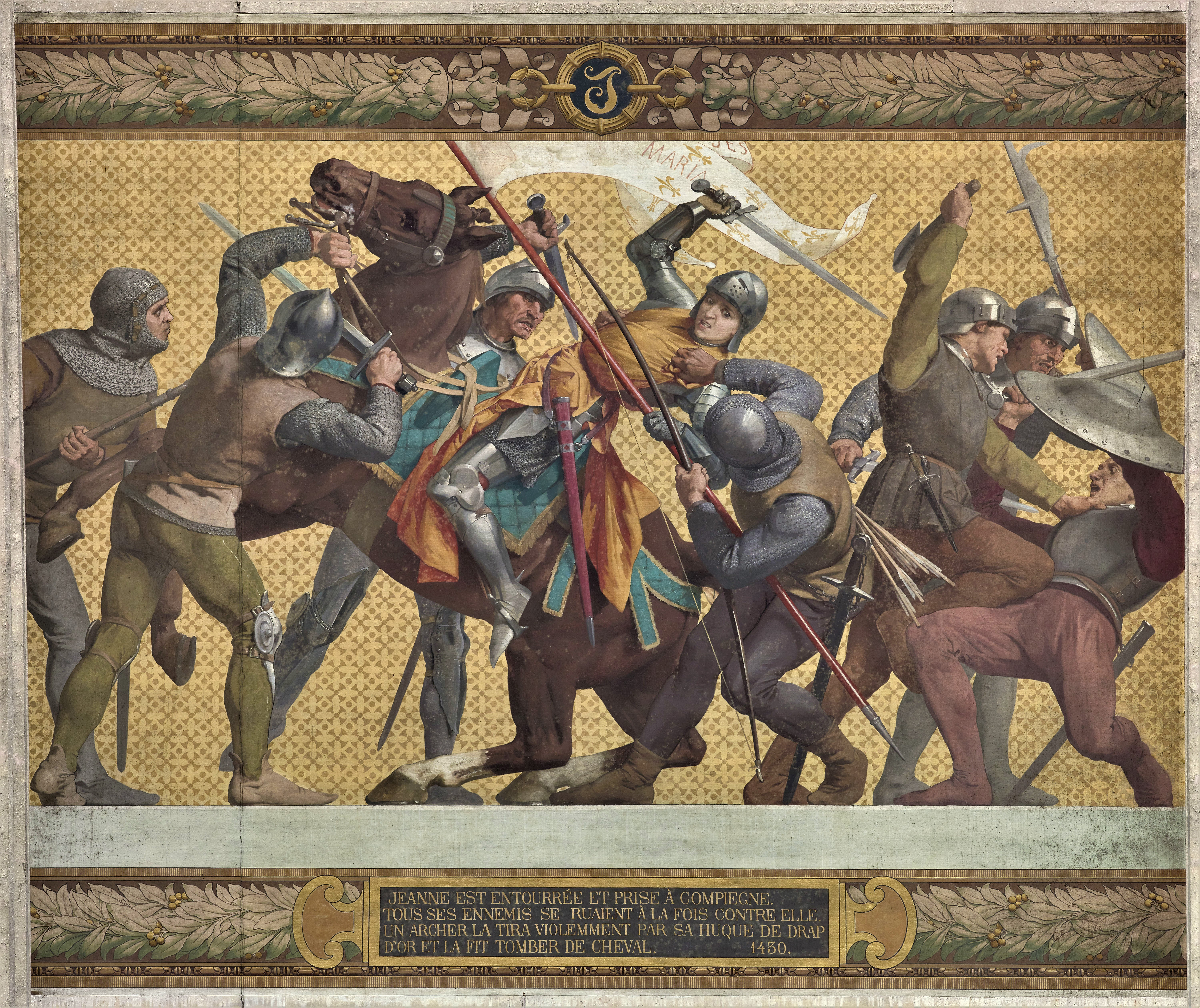
البورغنديون يقبضون على جان دارك في كومبيين. لوحة جدارية، البانثيون،باريس.

عقد الفرنسيون هدنةً مع الإنجليز خلال الأشهر القليلة التي تلت الأحداث السابقة، الأمر الذي أدى إلى التقليل من عمل جان دارك. وفي الثالث والعشرين من مارس 1430، أرسلت جان رسالة تهديد إلى الهوسيين، وهم جماعة اختلفت مع الكنيسة الكاثوليكية في عدد من النقاط العقائدية وتمكنوا من هزيمة عدّة حملات كنسية أرسلت ضدهم. وعدت جان في رسالتها بالتخلص من جنونهم وخزعبلاتهم الفاسدة، واعدةً إياهم بالتخلص إمّا من هرطقتهم أو من حياتهم. انتهت الهدنة بين الإنجليز والفرنسيين سريعاً، ورحلت جان إلى كومبيين في مايو للمساعدة في الدفاع عن المدينة في وجه الحصار الإنجليزي البورغندي المشترك. أدى وقوع اشتباك بين الطرفين في الثالث والعشرين من مايو إلى وقوعها في الأسر بعدما حاولت قواتها الهجوم على أحد معسكرات البورغنديين. حيث كانت جان قد أمرت بتراجع قواتها إلى الحصون المجاورة في كومبيين بعد وصول قوة إضافية بلغ عددها 6,000 إلى البورغنديين. تمكّن البورغنديون من الإحاطة بالحرس الخلفي الفرنسي، وأسُقطت جان دارك من فرسها بوساطة أحد الرماة، وتمكنوا من القبض عليها على الرغم من رفضها الإستسلام في البداية.
كان من المعتاد أن تقوم أسرة الأسير بتقديم فدية مقابل تحريره، لكن جان دارك كانت ظرفاً استثنائياً. ويُدين العديد من المؤرخين شارل السابع لعدم تدخله. حاولت جان الهرب عدّة مرات، قفزت في إحدى هذه المحاولات من برج يبلغ ارتفاعه 21 متراً، ليتم نقلها إلى مدينة أراس البورغندية. تمكّنت الحكومة الإنجليزية بعد المفاوضات من شرائها من فيليب دوق بورغندي. لعب الأسقف بيير كوشون دوراً بارزاً في هذه المفاوضات بالإضافة إلى دوره في محاكمتها لاحقاً.

### المحاكمة

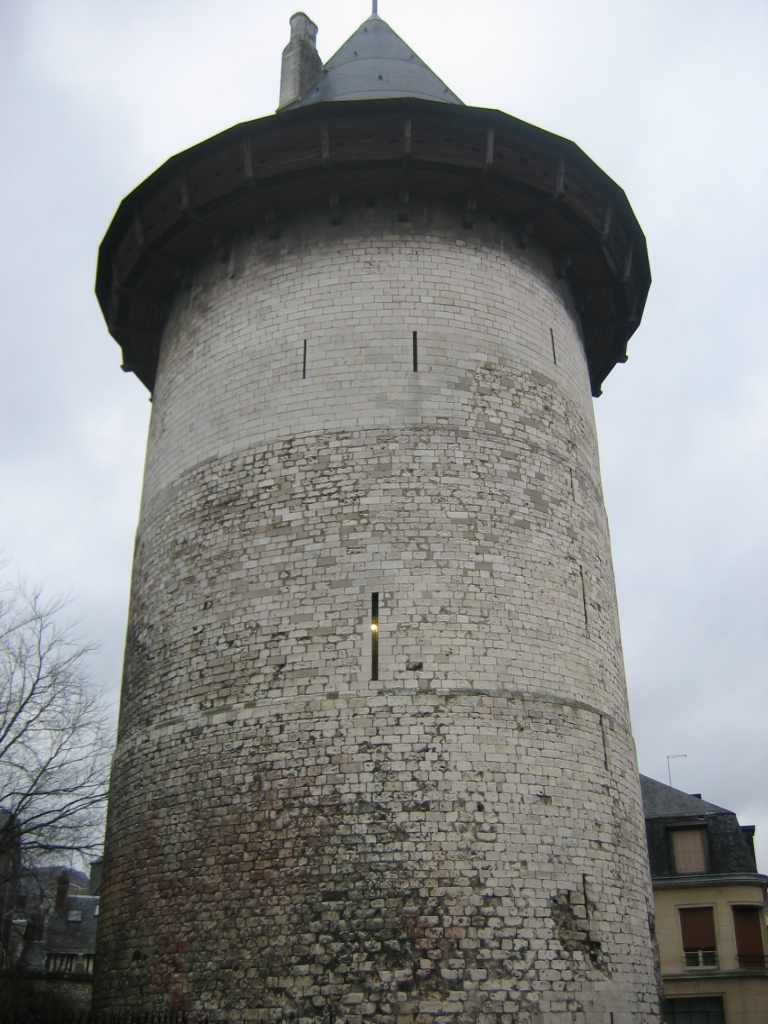
المكان الذي حُجزت فيه جان دارك أثناء محاكمتها. أصبح يُعرف بعد ذلك ببرج جان دارك.

كانت محاكمة جان دارك بتهمة الهرطقة محاكمةً ذات دوافع سياسية. حيث ادّعى دوق بيدفورد أحقيته بالعرش الفرنسي بالنيابة عن ابن أخيه هنري السادس، في حين كانت جان دارك الشخص المسؤول عن تتويج غريمه شارل السابع، وبالتالي فإن إدانة جان دارك ما هي إلا محاولة للنيل من شرعية الملك الفرنسي. بدأت الإجراءات القانونية في التاسع من يناير 1431 في روان مقر حكومة الاحتلال الإنجليزي.

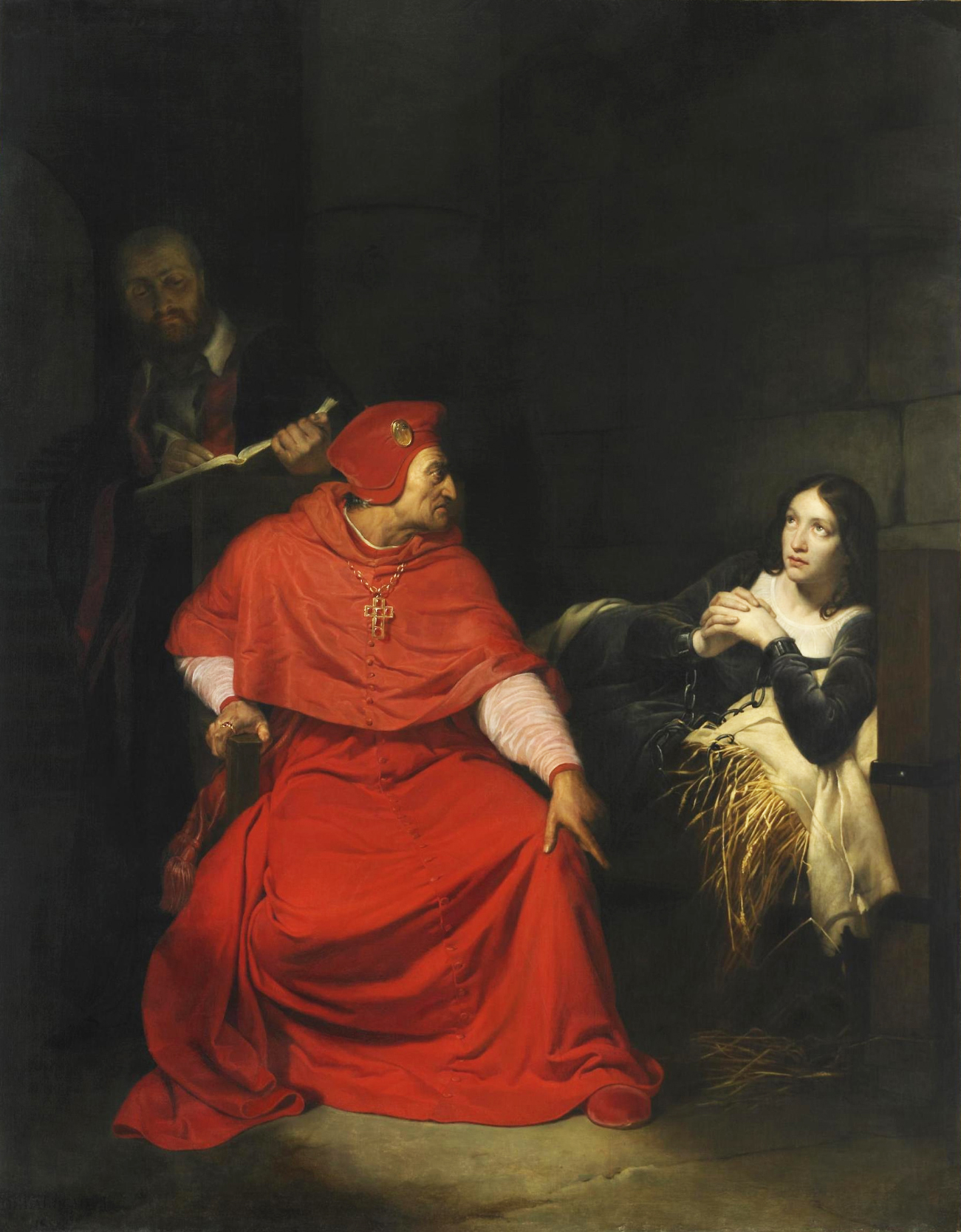
جان دارك يستجوبها الكاردينال وينتشتر في زنزانتها. بريشة هيبوليت ديلاروش، 1824، متحف الفنون الجميلة، روان، فرنسا.

كانت محاكمة جان دارك غير نظامية للعديد من الأسباب: بموجب القانون الكنسي، لم يكن للأسقف بيير كوشون سلطة للحكم في القضية. خصوصاً وأنه نال منصبه بفضل دعم حزبه السياسي للحكومة الإنجليزية التي موّلت المحاكمة. كما أن كاتب العدل نيكولاس بايلي كُلّف بجمع الأدلة لإدلاء شهادة ضد جان دارك، إلّا أنه لم يجد أي دليل. وبدون هذه الأسباب افتقرت المحكمة لأسباب بدء المحاكمة. لكن المحكمة افتُتحت على الرغم من ذلك، بل وانتهكت القانون الكنسي بإنكارها حق جان بالحصول على مستشار قانوني. وعند افتتاح أول محاكمة عامّة، اشتكت جان من أن جميع الحاضرين كانوا شخصيات حزبية مناهضة لها، وطلبت دعوة رجال الكنيسة من الجانب الفرنسي.
بيّن سجل محاكمة جان دارك ذكاءً ودقةً ملحوظة اتصفت بهما، ولعل أشهر ما يدل على ذلك سؤالاً وجّه لها كان «هل تعرفين إذا ما كنتِ بنعمة من الله؟» وكانت إجابتها: «إذا لم أكن، فلعلّ الله يضعني هناك. وإذا كنت، فلعلّ الله يحفظني». كان هذا السؤال فخاً فاشلاً من علماء الدين، حيث أن عقيدة الكنيسة تقول أنه لا يوجد أحد يعلم يقيناً إذا ما كان بنعمة من الله. فإن أجابت جان بنعم تكون قد أدانت نفسها بتهمة الهرطقة، وإن أجابت بلا تكون قد اعترفت بذنبها. قال كاتب العدل الذي كان متواجداً حينها أنه في اللحظة التي استمعت فيها المحكمة إلى هذا الرد «شعر الذين كانوا يستجوبونها بالذهول». وفي القرن العشرين، أُعجب جورج برنارد شو بهذا الحوار لدرجة أن أقساماً من مسرحية «القديسة جان» كانت ترجمة حرفية لسجل المحاكمة.
شهد العديد من موظفي المحكمة فيما بعد أنه تم تغيير أجزاء كبيرة من المحضر ازدراءً لجان دارك. وعمل العديد من رجال الدين في هذه المحكمة مُكرهين ومنهم المحقق ذاته، كما أن بعضهم تلقّى تهديدات بالقتل من الإنجليز. كان من المفترض أن توضع جان في سجن الكنيسة تحت إشراف حارسات (أي راهبات) وذلك وفقاً لمبادئ التحقيق المعمول بها. بدلاً من ذلك، وضعها الإنجليز في سجن غير ديني بحراسة جنود يعملون فيه. كما ورفض الأسقف كوشون نداءات جان للبابا، التي كانت كفيلةً بإيقاف الإجراءات القانونية.
كانت بُنود الاتِّهام الاثنا عشر المُلخِّصة ما توصَّلت إليه المحكمة تتناقضُ مع السجلَّات المحفوظة المُتلاعب بها أصلًا. فقد وقَّعت المُتَّهمة الأُميَّة على وثيقة تبرُّؤ لم تفهم مغزاها تحت ضغط وتهديد الإعدام الفوري. ثُمَّ قامت المحكمة باستبدال تلك الوثيقة الأصليَّة بأُخرى مُزوَّرة.

### الإعدام

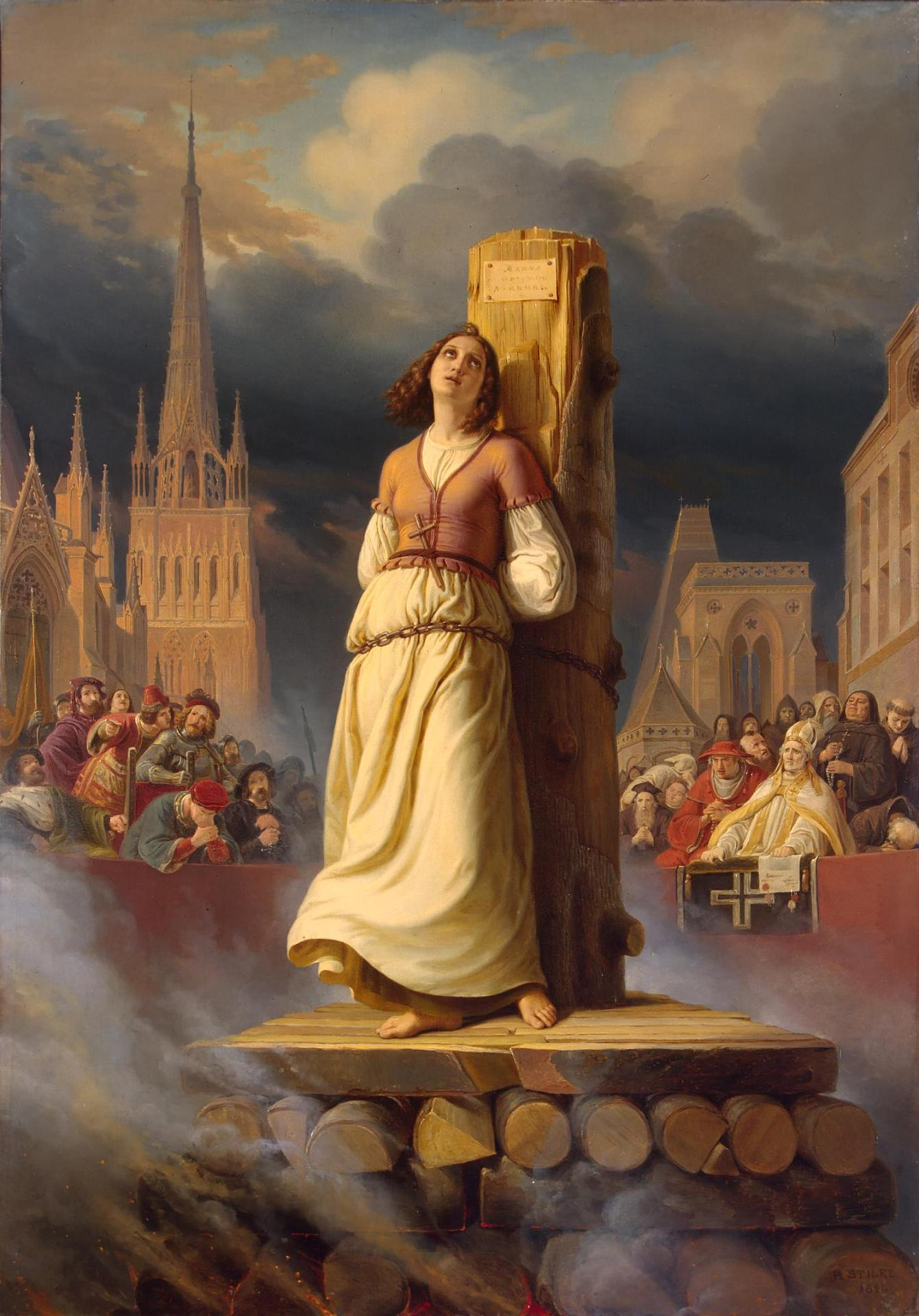
، بريشة هرمان ستيلك (1843).

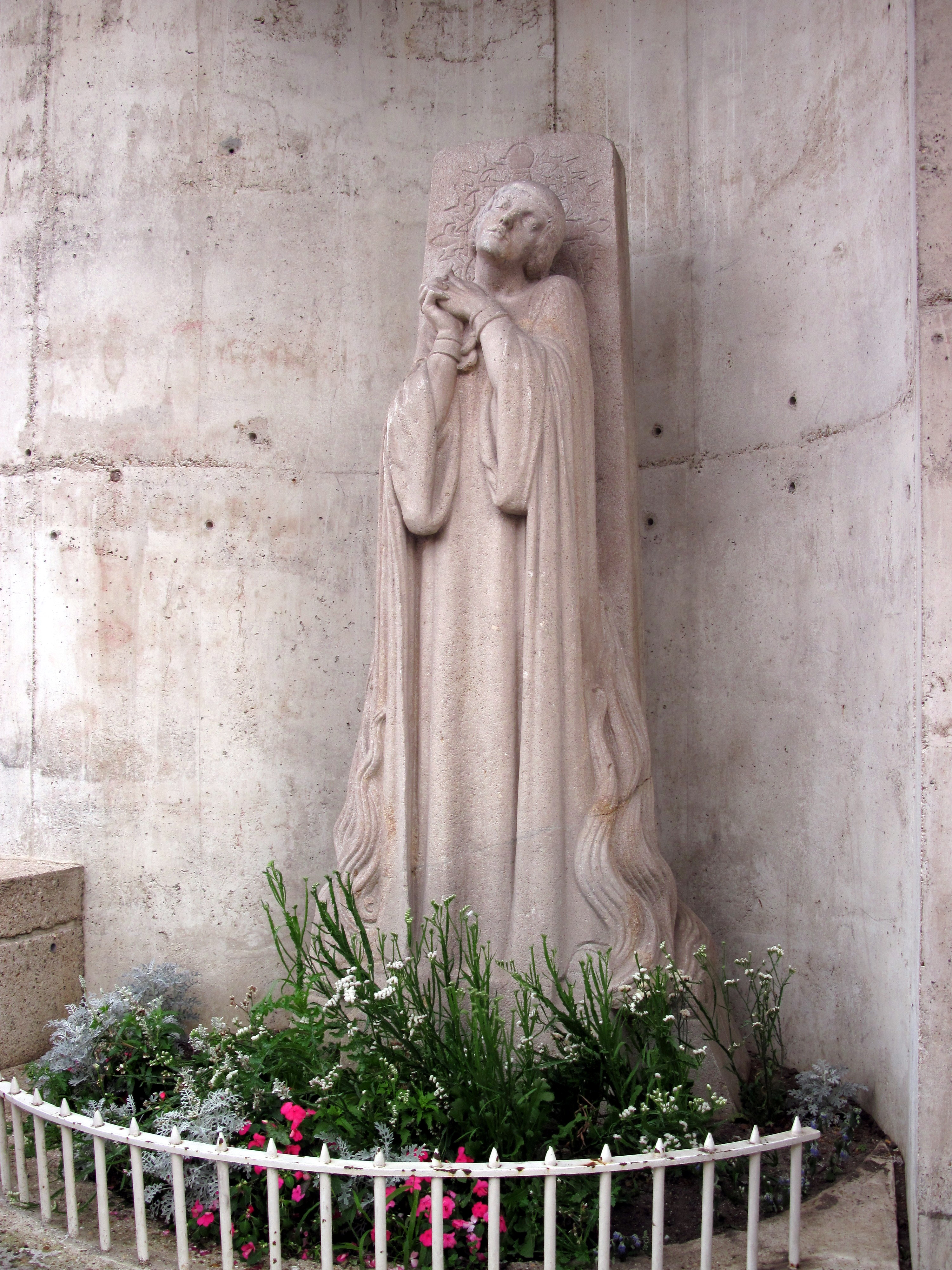
تمثال لِجان دارك على مقرِبةٍ من موقع إعدامها، من صنع مكسيم ريال ديل سالتيه، 1928.

كانت الهرطقة في ذلك الزمن جريمةً يُعاقب عليها بالإعدام فقط إن أصرَّ المُتهم عليها وكررها أكثر من مرَّة. وافقت جان دارك على ارتداء ملابس نسائيَّة بعد أن تمَّت تبرأتها، وبعد بضعة أيَّام أخبرت أحد أعضاء المحكمة أنَّ «لوردًا إنجليزيًا كبيرًا دخل عليها في زنزانتها وحاول الاعتداء عليها واغتصابها». فعادت إلى ارتداء الملابس الرجاليَّة كي تحول دون انتهاك حرمة جسدها، ويُشيرُ البعض إلى أنَّها ارتدت ملابس الرِّجال مُجددًا خلال شهادة جان ماسيو لأنَّ ثوبها سُرق منها ولم يكن لديها ما ترتديه. أشار رجالُ الدين الفُقهاء خلال المُحاكمة أنَّ سلامة المُتهمة كانت تقتضي أن تتنكَّر بملابس غُلامٍ أو وصيفٍ لفارس كي تعبر أراضي العدو بأمان، وأنَّ نفس المبدأ يُجيزُ لها ارتداء الدرع خلال المعارك. تُشيرُ مجموعة سجلَّات العذراء (بالفرنسية: Chronique de la Pucelle)‏ أنَّ ارتدائها الدرع برره الكهنة وجعلوه مشروعًا في حالتها لأنه كان سيدفع عنها مُحاولات التحرّش من الجنود طيلة فترة العسكرة في أرض المعركة. وأشار رجالُ الدين الذين أدلوا بشهادتهم بعد إعادة المُحاكمة التي تمَّت بعد إعدام جان دارك، أنَّ الأخيرة فعلًا استمرَّت ترتدي ملابسًا رجاليَّة طيلة فترة سجنها خوفًا من أن يعتدي عليها أحد الحُرَّاس بالاغتصاب، أو أن يتحرَّش بها على الأقل. فقد أُشير إلى أنَّ ارتدائها هذه الملابس من شأنه أن يدفع أي شخص يُفكّرُ بالاعتداء عليها، فإمَّا أن يُخطئها ويعتقدها رجل، أو ينفر منها بسبب مظهرها غير المألوف.
ذكرت جان دارك وقائع الأحداث التي خاضتها كاملةً إلى مبعوثي بواتييه عندما أتوها يستفسرون عن الأمر، وعلى الرُغم من أنَّ الوثائق الخاصَّة التي دوَّنها رجالُ الدين البواتييون اندثرت جميعها، غير أنَّ بعض المؤرخين يُشيرُ إلى أنَّ بعض الوقائع تُفيد بموافقة هؤلاء على مُمارسات جان دارك، وبتعبير مُبسَّط يقول هؤلاء: أنَّها كانت تقوم بدورٍ ينبغي على رجلٍ أن يقوم به، لذا كان من المُلائم لها أن ترتدي ما يتلائمُ مع هذا الدور. أيضًا فقد حافظت على شعرها قصيرًا طيلة معاركها وطيلة فترة بقائها في السجن. وكان بعض مؤيديها، مثل العلَّامة الكاهن جان جيرسون يُدافع عن قصَّة شعرها الذكوريَّة، وكذلك فعل المُحقق بريهال خلال إعادة المُحاكمة. على الرُغم من ذلك، أُدينت جان دارك بتُهمة الهرطقة خلال المُحاكمة سنة 1431م، وحُكم عليها بالإعدام.
وصف شهودٌ عيان إعدام جان دارك حرقًا بالنَّار يوم 30 مايو 1431م، فأُشير إلى أنَّها رُبطت بعمودٍ طويل في السوق القديم بمدينة روان، وقبل إضرام النار فيها طلبت من كاهنين هُما: الأب مارتن لادفينو والأب إيسمبارت دي لا بيير أن ينصبا صليبًا مُقابلها. كما قام جُندي إنجليزي بصنع صليبٍ صغير وضعته قرب ثوبها. وبعد موتها، قام الجنود الإنجليز بإزالة الحطب المُتفحِّم ليكشفوا جسدها المُتفحِّم كي لا يقول أحد العامَّة أنها هربت بمُعجزة دون أن يُصيبها ضرر، ثُمَّ أُحرقت الجُثَّة مرَّتين حتى استحالت رمادًا، في سبيل منع الناس من الاحتفاظ بأيِّ أثرٍ من الفتاة يتخذونه للتبرُّك. ثمَّ قام الإنجليز برمي الرَّماد في نهر السين من على الجسر الوحيد المُسمّى «ماتيلدا». أشار الجلَّاد جيفري ثريدج في وقتٍ لاحق أنَّه خاف خوفًا عظيمًا من أن يلعنه الله بعد فعلته هذه.

## فترة ما بعد وفاتها
استمرت حرب المئة عام 22 عاماً بعد وفاة جان دارك، نجح خلالها شارل السابع في المحافظة على شرعية ملكه لفرنسا على الرغم من التتويج الذي أُقيم لغريمه هنري السادس في ديسمبر 1431 والذي صادف بلوغ الملك الإنجليزي سن العاشرة. خسرت إنجلترا تحالفها مع البورغنديين بموجب معاهدة أراس عام 1435 قبل أن تتمكن من إعادة بناء قوتها العسكرية التي خسرتها عام 1429. بالإضافة إلى ذلك، توفي دوق بيدفورد الوصي على العرش في سبتمبر من العام ذاته ليصبح بذلك هنري السادس أصغر ملك إنجليزي يحكم بلا وصي، وكانت قيادته الضعيفة أحد أهم العوامل التي أنهت الصراع. أثر استخدام جان دارك المكثف للمدفعيات وأسلوب المجابهة وجهاً لوجه على التكتيكات الفرنسية لبقية الحرب على حد تعبير المؤرخة كيلي دايفرس.
في عام 1452، وخلال التحقيق في قضية إعدامها، أعلنت الكنيسة أن مسرحية دينية ستُقام على شرفها في أورليان وسيكون من شأنها منح الغفران للحضور من خلال جعل هذا الحدث موقعاً للحج.

### إعادة المحاكمة
فُتحت ملفات محاكمة جان دارك مرةً أخرى بعد أن وضعت الحرب أوزارها. أذن البابا كاليستوس الثالث ببدء هذه الإجراءات -التي عُرفت باسم «بطلان المحاكمة»- بناءً على طلب المحقق العام جان بريال وإيزابيل روميه والدة جان دارك. كان الهدف من إعادة المحاكمة هو التحقيق في ما إذا كانت قد تمّت بشكل عادل ووفقاً للقانون الكنسي. بدأ بريال بالتحقيق عام 1452، وتمّ استئنافه رسمياً في نوفمبر 1455. شملت التحقيقات المستأنفة رجال دين من جميع أنحاء أوروبا واتّبعت الإجراءات القضائية المعمول بها في المحاكم، وقام فريق من اللاهوتيين بتحليل شهادة 115 شاهد. أعلن بريال ملخص ما توصل إليه في يونيو 1456، وهو اعتبار جان دارك شهيدة وكذلك ضلوع الأسقف الراحل بيير كوشون بالهرطقة بسبب إدانته لإمرأة بريئة في سعيه لتحقيق ثأره. وكان السبب الفعلي لإعدامها هو ما يتعلق بقانون اللباس في الكتاب المقدس.

### التقديس
أصبحت جان دارك رمزاً للرابطة الكاثوليكية في فرنسا خلال القرن السادس عشر. وعندما أصبح فيليكس دوبانلوف أسقف أورليان عام 1849، قام بإغداق المديح على جان دارك مما جذب انتباه كلٍ من إنجلترا وفرنسا على حدٍ سواء، كما قام بجهودٍ توّجت بتطويب جان دارك عام 1909. ثمّ أعلن البابا بندكت الخامس عشر جان قديسةً في 16 مايو 1920، لتصبح واحدة من أكثر القديسين شهرةً في الكنيسة الرومانية الكاثوليكية.

## الإرث

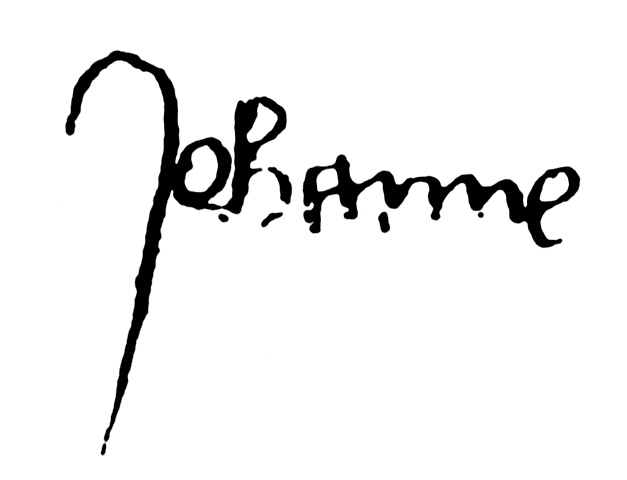
توقيع يحمل اسم جان.

باتت جان دارك شخصيةً شبه أسطورية لأربعة قرون بعد وفاتها. كان المصدر الوحيد للمعلومات المتعلقة بها مستسقاً من سجلات تاريخ السيَر. كما ظهرت خمس مخطوطات أصليّة لمحاكمة إدانتها في أرشيفات قديمة خلال القرن التاسع عشر. كما وجد المؤرخون سجلات إعادة المحاكمة كاملةً، احتوت على شهادات مأخوذة من 115 شاهد، بالإضافة إلى المدونات الفرنسية الأصلية المتعلقة بمحضر محكمة الإدانة المخطوط باللاتينية. ظهرت بالإضافة إلى ما سبق العديد من الوثائق المعاصرة الأخرى ثلاثة منها يحملون توقيع جان (Jehanne) بخط يدل على عدم إلمام كاتبه بالكتابة. هذا الغنى غير العادي من المصادر الأوليّة هو أحد أسباب قول المؤرخة دايفرس الذي معناه: «لم يكن هناك موضوع دراسة لأي شخص عاش في العصور الوسطى سواءً كان ذكراً أو أنثى كما كان لجان دارك».
جاءت جان دارك من قرية مجهولة وبرزت على الساحة عندما كانت في سن المراهقة كفلاحة غير متعلمة. وبينما برر الملوك الفرنسيون والإنجليز الحرب الجارية بتأويلاتهم للقانون السالي ذا الألف عام، إلا أن الصراع في الحقيقة كان يتمحور حول الوراثة بين الملوك. وقالت جان بخصوص هذا الشأن ما معناه: «أليس من الواجب أن يكون ملكنا من مملكتنا، أم هل يجدر بنا أن نكون إنجليزاً؟». وعلى حد تعبير ستيفن ريتشي: «فقد حولت جان دارك ما كان مجرّد شجار بين الأسر الحاكمة لم يسبّب للناس سوى المعاناة إلى حرب ذات شغف شعبي بالتحرر الوطني.» كما يقول ريتشي:
| جان دارك | تحدث الناس الذين عاشوا على مدار الخمسة قرون التي تلت وفاتها عن جان واصفين إياها بكل شيء: متعصبة للشيطان، روحانية متصوفة، ساذجة وأداة استُخدمت بشكل مأساوي، رمز الوطنية الشعبية الحديثة، بطلة معشوقة، قديسة. أصرت جان دارك بالرغم من تهديدها بالتعذيب ومواجهتها للموت حرقاً على أنها كانت تسترشد بأصوات من الله. وسواءً كان ذلك صحيحاً أم لا، تُجبر إنجازاتها أي شخص يعرف قصتها بأن يهز رأسه في دهشة وعجب. | جان دارك |

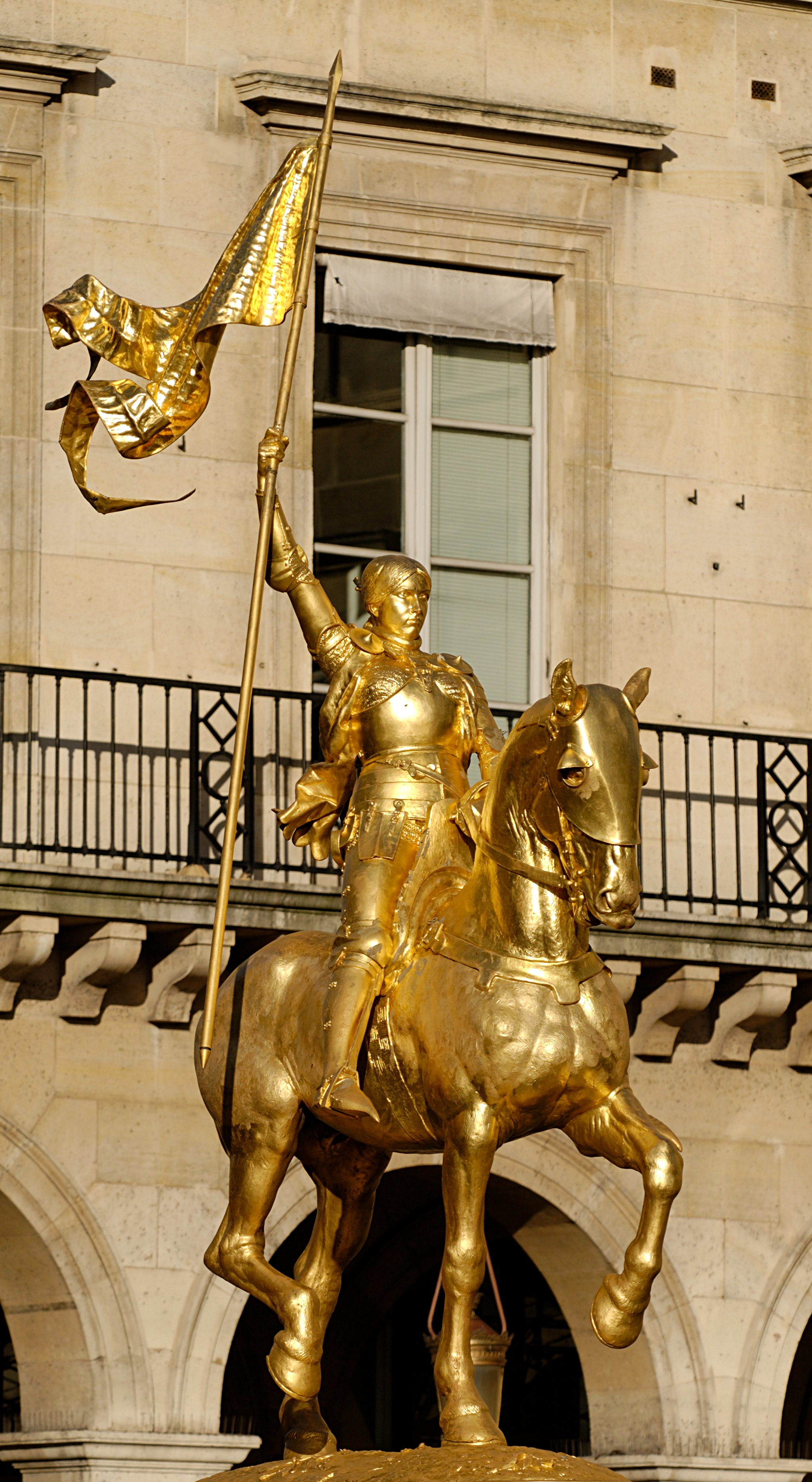
تمثالٌ من الذهب لِجان دارك في قصر الأهرام بباريس، من تصميم عمانوئيل فريميه.

لطالما كانت نظرة النساء إلى جان دارك نظرة إيجابية باعتبارها مثالاً للمرأة الشجاعة وذلك منذ زمن كريستين دي بيزان وحتى الوقت الحاضر. قدمت النساء في حياة جان بعضاً من أهم المساعدات التي قُدمت لها، فحماة شارل السابع -يولاندا الأراغونية- أكدت على عذرية جان وكانت هي من موّل رحلتها إلى أورليان. كما أن جان عمة كونت لوكسمبورغ كانت المرأة التي وضعت جان دارك بعهدتها بعد أسرها في كومبيين، كما ساعدت في تخفيف الأوضاع التي واجهتها جان دارك أثناء الأسر، بالإضافة إلى كونها سبب في تأخير عملية بيع جان دارك للإنجليز. وأخيراً آن دوقة بيدفورد وزوجة الوصي على العرش الإنجليزي، التي أعلنت عذرية جان خلال التحقيقات التي سبقت محاكمتها، مما كان سبباً بطريقة أو بأخرى في عدم اتهام المحكمة لجان دارك بممارسة السحر. كل هذا كان جزءاً من الأساس الذي انطلق منه تقديس جان دارك والدفاع عنها.
باتت جان دارك رمزاً سياسياً في فرنسا منذ عهد نابليون بونابرت. وبينما ركّز الليبراليون على أصولها المتواضعة، كان تركيز المحافظين الأوائل على دعمها للنظام الملكي، بينما شدّد المحافظون فيما بعد على القومية التي اتصفت بها الفتاة الفرنسية. استخدمت كل من حكومة فيشي والمقاومة الفرنسية جان دارك في شعاراتها خلال الحرب العالمية الثانية. ففي حين اعتمدت دعاية حكومة فيشي على التذكير بحملتها ضد الإنجليز من خلال ملصقات تُظهر الطائرات الحربية البريطانية تقصف روان لإظهار العواقب المشؤومة التي يحملها الإنجليز للفرنسيين الذين «دائماً ما يعودون إلى مسرح جرائمهم»، إلا أن المقاومة شددت على محاربتها للمحتل الأجنبي أياً كان، كما شددت على جذورها التي تعود إلى لورين التي كانت قد سقطت في قبضة الحكم النازي.

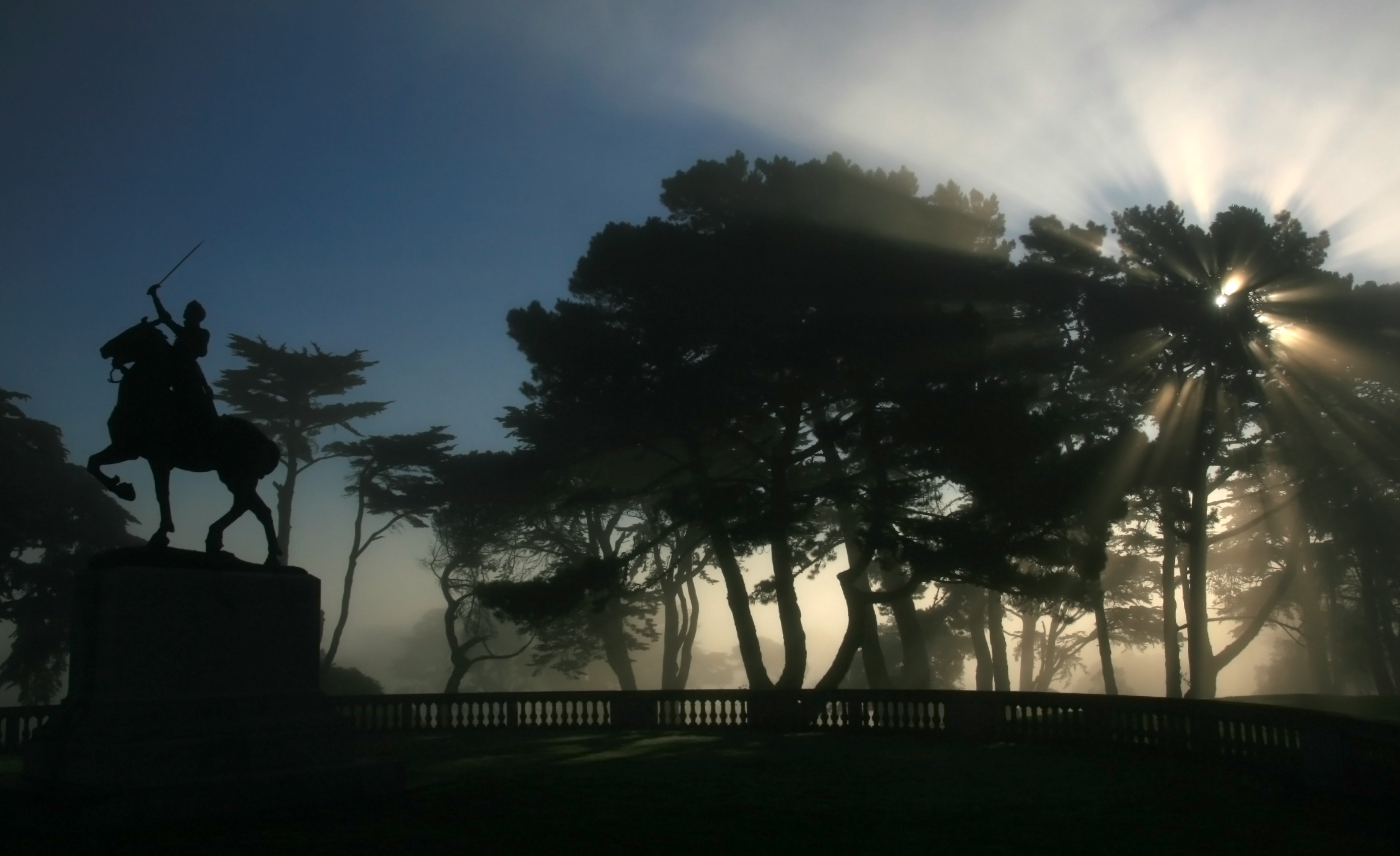
تمثال لِجان دارك على صهوة حصانها رافعةً سيفها في إشارةٍ للنصر، في ساحة قصر كتيبة الشرف في سان فرانسيسكو.

سُمّيت ثلاث سفن منفصلة في البحرية الفرنسية باسم جان دارك تيمناً بها، من ضمنها حاملة مروحيات، التي تم التخلص منها في سبتمبر 2010. كما أن ثاني أحد من مايو هو عطلة مدنية في فرنسا تكريماً لجان دارك.
كان فيليب ألكسندر أول مؤرخ يكتب عن تاريخ جان دارك بالكامل. انصب اهتمام فيليب على جان دارك في الوقت الذي كانت فرنسا لا تزال تكافح من أجل تحديد هويتها الجديدة بعد ما واجهته إبان الثورة الفرنسية والحروب النابليونية. اعتُبرت جان دارك شخصيةً وطنيةً في نظر جميع الفرنسيين باختلاف طبقاتهم وأفكارهم، فكانت رمزاً لأنصار الحكم الملكي لكونها من أشد مؤيدي الملك حينها، كما أنها كانت نموذجاً يُحتذى به بالنسبة للمتطوعين المنحدرين من طبقات اجتماعية دنيا والذين أهدوا النصر لفرنسا الثورية عام 1802 بصفتها شخصية وطنية من عوام الناس. كما أنها كانت شخصيةً شعبيةً بين أفراد الطائفة الكاثوليكية التي مثلت الغالبية الساحقة من المجتمع الفرنسي باعتبارها شهيدةً دينيةً.
أُلّفت العديد من الأعمال الفنيّة التي تتحدث عن جان دارك منذ وفاتها سواءً كانت أفلاماً أو كتباً أو غير ذلك. ومن أشهر هذه الأعمال مسرحية هنري السادس الجزء الأول لويليام شكسبير، ومسرحية عذراء أورليان لفريدريش شيلر، ومسرحية القديسة جان لجورج برنارد شو، وقصيدة عذراء أورليان لفولتير، وغيرها. كما أن ظهورها في السينما والمسرح والتلفزيون وألعاب الفيديو والموسيقى ما زال متواصلاً حتى يومنا هذا.

## الرؤى

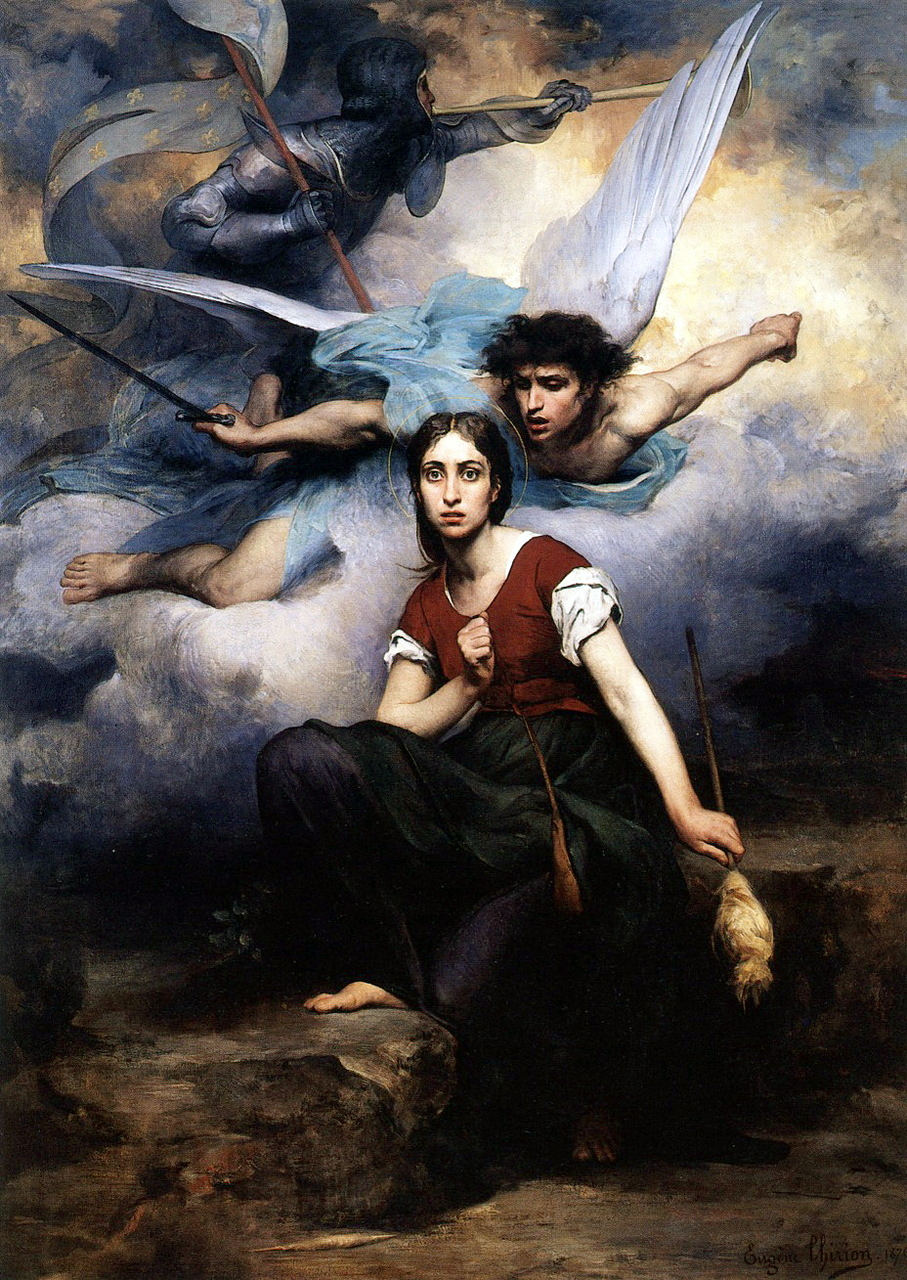
، بريشة يوجين ثيريون (1876)، تُظهرُ الفتاة اليافعة في رؤيا مع رئيس الملائكة ميخائيل. إنَّ اللوحات العائدة لأواخر القرن التاسع عشر مثل هذه غالبًا ما كانت تحملُ إيحائات سياسيَّة بسبب تنازل فرنسا عن بعض الأقاليم لصالح ألمانيا في سنة 1871.

ظلّ موضوع ادّعاء جان دارك مشاهدتها لرؤى دينيّة موضع اهتمام حتى وقتنا الحاضر. ففي حين أجمع العلماء على صدق إيمانها، حيث أنها قالت بأن القديسة مارغريت، والقديسة كاترينا، والقديس ميخائيل كانوا مصدر الوحي المُنزل عليها، إلّا أن هناك بعض اللبس والغموض فيما يتعلّق بنواحٍ أخرى. يرى بعض الكاثوليك أن رؤياها كانت إلهاماً إلهياً.
واجه المؤرخون إشكاليةً في تحليل رؤى جان دارك بسبب كون المصدر الرئيسي للحصول على المعلومات حول هذا الموضوع هو محضر محاكمتها الذي تحدت فيه الإجراءات المتبعة فيما يتعلق بيمين الشاهد ورفضت فيه الإجابة على أي سؤال يتعلق بالرؤى. قالت جان دارك بأنها لا تستطيع قبول اليمين بسبب أنها قد أقسمت قبلاً على الحفاظ على سريّة لقاءاتها مع الملك. لا يزال من غير المعروف مدى التلفيقات التي دخلت على سجلات المحكمة التي ما زالت باقية من قِبل الموظفين الفاسدين، أو حتى احتمالية كذب جان دارك في سبيل حماية أسرار بلادها. لا يهتم بعض المؤرخين بحقيقة رؤى جان دارك من عدمها مؤكدين على أن إيمانها فيما قامت به أكثر أهميةً من التساؤلات المطروحة حول مصدر الرؤى التي ادّعت رؤيتها.
حاول بعض الباحثين في العصر الحديث تفسير رؤى جان دارك من ناحية نفسية أو عصبية. شملت التشخيصات المحتملة الصرع، والصداع النصفي، والسل، والفصام. لكنهم لم يُجمعوا على أي من هذه التشخيصات المحتملة، ولعلّ سبب ذلك يرجع إلى قلّة المعلومات المتاحة عن حياة جان. كما استبعد بعض الخبراء فرضية إصابة جان بالسل وذلك يعود إلى نمط حياة جان وأنشطتها، فمن المستحيل أن تكون مصابةً بمرض بالغ الخطورة كالسل دون أن يؤثر عليها بشكل يمنعها من فعل ما فعلته خلال حياتها. ورداً على النظرية القائلة أن جان عانت من مرض السل البقري نتيجةً لشربها الحليب غير المبستر، قال المؤرخ بيرجين بيرنو إن كان الحليب غير المبستر سينتج فائدة لأمّتنا كما حصل مع جان دارك، فيجدر بالحكومة الفرنسية وقف بسترة الحليب.

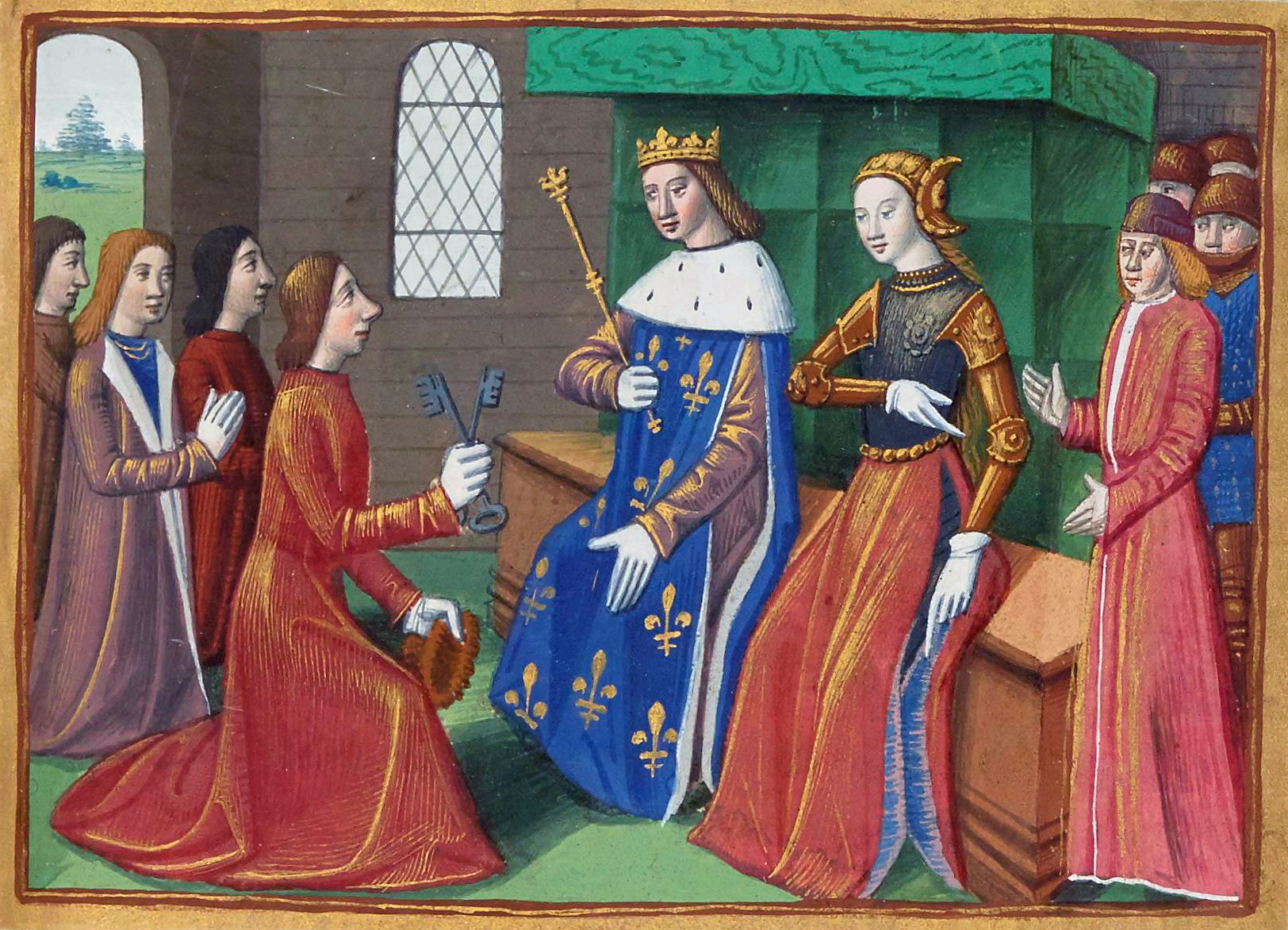
سكان تروا يسلّمون مفاتيح المدينة إلى شارل السابع وجان دارك.

تناقض حقيقة نَيْل جان تأييد بلاط الملك شارل السابع الفرضيات القائلة بأن جان عانت من أمراض عقلية، حيث أن شارل كان بالتأكيد قادراً على تمييز «الجنون»، خصوصاً بعد معاناة والده -شارل السادس- منه. كان شارل السادس معروفاً شعبياً بلقب «شارل المجنون»، ويُعزى التراجع السياسي والعسكري الذي عانته فرنسا خلال فترة حكمه إلى الفراغ الذي عانته السلطة بسبب سلسلة نوبات الجنون التي تعرض لها الملك الفرنسي، الذي كان يعتقد أنه مصنوع من زجاج. ظهرت حينها مخاوف من أن يُعاني شارل السابع من الجنون كما حصل مع أبيه مما كان عاملاً مساعداً في محاولة حرمان شارل السابع من وراثة الحكم في تروا. ظلّ هذا الاعتقاد مستمراً بحيث أن الذين عاصروا الجيل التالي نسبوا الجنون الذي تعرض إليه هنري السادس ملك إنجلترا عام 1453 إلى عامل الوراثة، إذ أن شارل السادس هو جد هنري السادس من أمه.
كان بلاط الملك شارل السابع حذراً ومشككاً في الموضوع المتعلق بالصحة النفسية. حيث قالوا بأنه لا ينبغي تغيير أي سياسة ولو كانت طفيفة بسبب محادثة مع فتاةٍ فلاحةٍ تعيش في وهم، كما أنه لا ينبغي لنا أن نجعل من أنفسنا محط سخرية في أعين الأمم الأخرى.
لم تُظهر جان دارك أية أعراض من الأعراض المصاحبة للأمراض النفسية التي تم مناقشتها، مثل الفصام على سبيل المثال. حيث يثبت التاريخ أن جان حافظت على مهاراتها حتى وفاتها، وشهادة محاكمتها التي أظهرت ذكاءً عجيباً من جان خير دليل على ذلك. حيث أن القضاة كانوا ينتقلون من سؤال إلى آخر ومن موضوع إلى غيره للإيقاع بها، لكن وعلى الرغم من ذلك، أجابت جان على أسئلتهم بحكمة تاركةً وراءها ذكرى لا تُنسى. وبسبب ردودها الدقيقة والحكيمة أثناء الاستجواب، اضطرت المحكمة إلى التوقف عن عقد الجلسات العلنية.
على الرغم من أن المرض العقلي لا يتضمّن بالضرورة الضعف الإدراكي الشديد، إلا أن مختلف الحالات النفسية التي تم طرحها لشرح حالة جان دارك تشتمل على أعراض معينة تُعد معياراً للتشخيص. على سبيل المثال، يقول الدليل التشخيصي والإحصائي للاضطرابات النفسية الذي أصدرته الجمعية الأمريكية للأطباء النفسيين أن للفصام آثار جانبية ملحوظة تتمثل في الكلام غير المنظم، السلوك الجامودي أو غير المنظم، عدم القدرة على التعبير جيداً، التسطح العاطفي والوجداني، وانعدام الإرادة، وغيرها. ومن الواضح أن هذه الأعراض لا تظهر بتاتاً في جان دارك.